# 平成17年台風第13号
平成17年台風第13号（へいせい17ねんたいふうだい13ごう、アジア名：Talim）は、2005年8月に発生し、台湾と中国に上陸した台風である。

## 概要

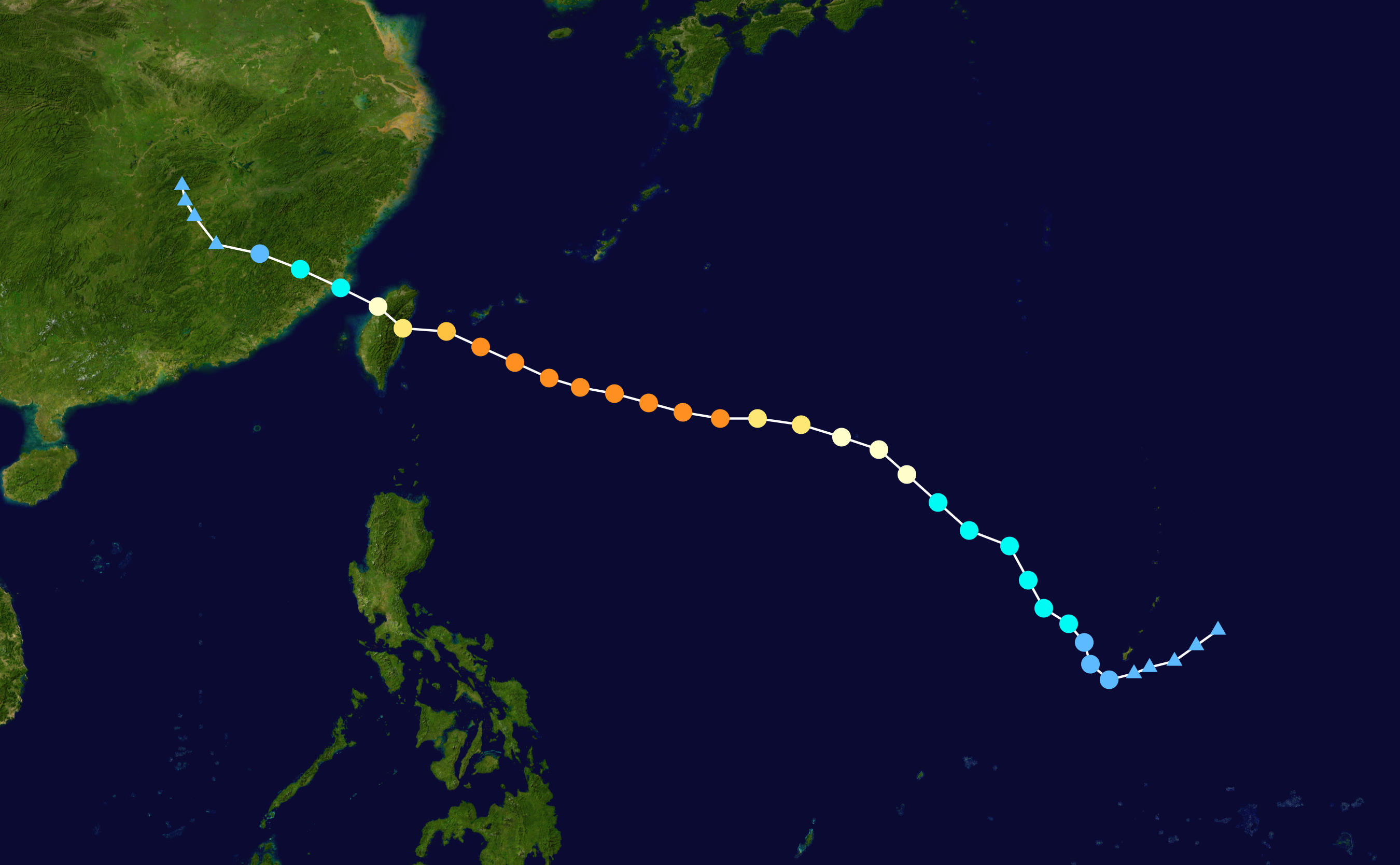
進路図

2005年8月27日にフィリピンの東（マリアナ諸島付近）で台風13号が発生し、アジア名「タリム（Talim）」と命名された。命名国はフィリピンで、「鋭い刃先」を意味する。また、フィリピン大気地球物理天文局（PAGASA）はこの台風について、フィリピン名「イサン（Isang）」と命名した。台風は勢力を強めながら南大東島付近を通過して沖縄方面へと進み、先島諸島に接近。沖縄県石垣市で59.1m/s、同県与那国町で56.1m/sの最大瞬間風速をそれぞれ観測した。
沖縄県では、沖縄県選挙管理委員会からの連絡に基づき、石垣市選挙管理委員会が総選挙のポスター掲示板の一部を一時撤去するなどの対応を行った。伊良部町（現・宮古島市）では一部の小中学校で午後の授業を繰り上げる対応が取られた。
台風は8月31日に与那国島の南海上を西北西方面に進み、9月1日に台湾に上陸後、台湾海峡を経て中国福建省へと再上陸。2日に熱帯低気圧に変わった。

## 主な被害

### 中国
浙江省、安徽省、福建省などで洪水や地すべりなどの土砂災害が発生。129人の死者を出し、1,962万人が被災した。安徽省では土石流や土砂崩れによる被害が大きく、死者は76人に及んだ。

### 日本
沖縄電力によると西表島では約500世帯が停電した。八重山地方では約8,900世帯あまりが停電し、石垣市では、65歳の男性が台風対策をしている時に風にあおられて2階から転落し、重体となった。
宮古島と八重山列島では暴風によりサトウキビの茎が倒れるなどの被害を受けた他、ビニールハウスが倒壊するなど農作物が大打撃を受けた。

## 運休した交通機関

### 航空
- 琉球エアーコミューター[6]
- 日本トランスオーシャン航空[6]
- 全日空[6]

### 海運
- 多良間海運
- 宮古フェリー
- はやて海運
- フェリー多良間